# 科韋里夫卡
49°53′50″N 35°39′51″E / 49.89722°N 35.66417°E
科韋里夫卡（烏克蘭語：Коверівка）是位於烏克蘭東部的村莊，由哈爾科夫州博霍杜希夫區的瓦爾基市鎮負責管轄。該村始建於1750年，面積2.97平方公里，海拔高度175米，2001年人口22，人口密度每平方公里7.41人。